# Titularbistum Acufida
Acufida ist ein Titularbistum der römisch-katholischen Kirche.
Es geht zurück auf einen Bischofssitz in der gleichnamigen antiken Stadt, die in der Spätantike in der römischen Provinz Mauretania Sitifensis (heute nördliches Algerien) lag. Spätestens im Zuge der islamischen Expansion ging der Bischofssitz unter.
| Titularbischöfe von Acufida |                                 |                                                                            |                    |                   |
| Nr.                         | Name                            | Amt                                                                        | von                | bis               |
| 1                           | Janez Jenko                     | Apostolischer Administrator von Rijeka-Senj und Triest-Koper (Jugoslawien) | 17. Juli 1964      | 17. Oktober 1977  |
| 2                           | Louis Pham Van Nâm              | Weihbischof in Ho-Chi-Minh-Stadt (Vietnam)                                 | 3. Dezember 1977   | 30. Juni 2001     |
| 3                           | Pedro Ricardo Barreto Jimeno SJ | Apostolischer Vikar von Jaén en Peru o San Francisco Javier (Peru)         | 21. November 2001  | 17. Juli 2004     |
| 4                           | Vincent Barwa                   | Weihbischof in Ranchi (Indien)                                             | 29. September 2004 | 11. Februar 2008  |
| 5                           | Henrique Soares da Costa        | Weihbischof in Aracajú (Brasilien)                                         | 1. April 2009      | 19. März 2014     |
| 6                           | José Roberto Fortes Palau       | Weihbischof in São Paulo (Brasilien)                                       | 30. April 2014     | 20. November 2019 |
| 7                           | Jose Chirackal                  | Weihbischof in Tura (Indien)                                               | 24. Februar 2020   |                   |